# Pfarrkirche Sonntag

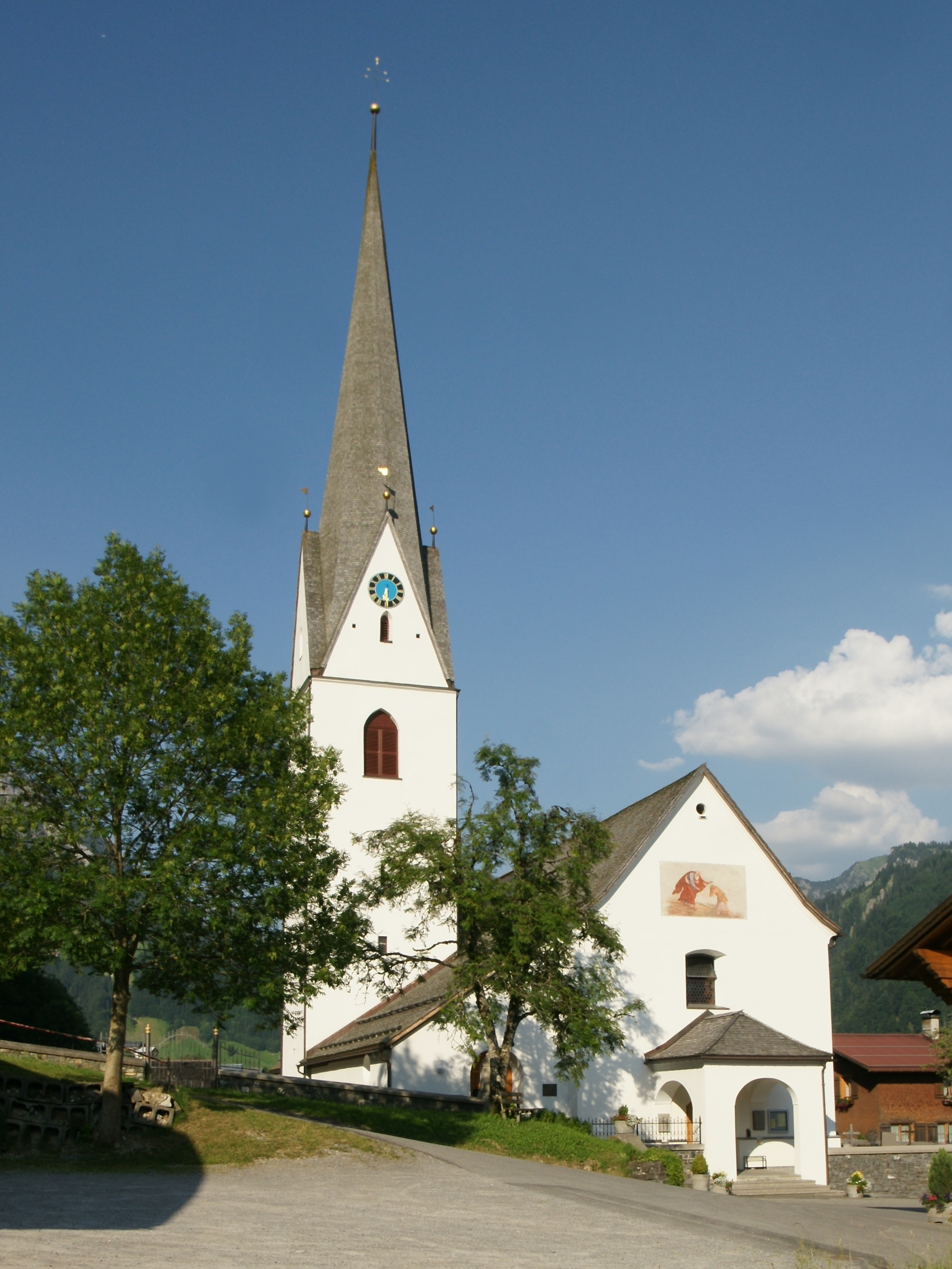
Katholische Pfarrkirche hll. Oswald und Dominikus in Sonntag

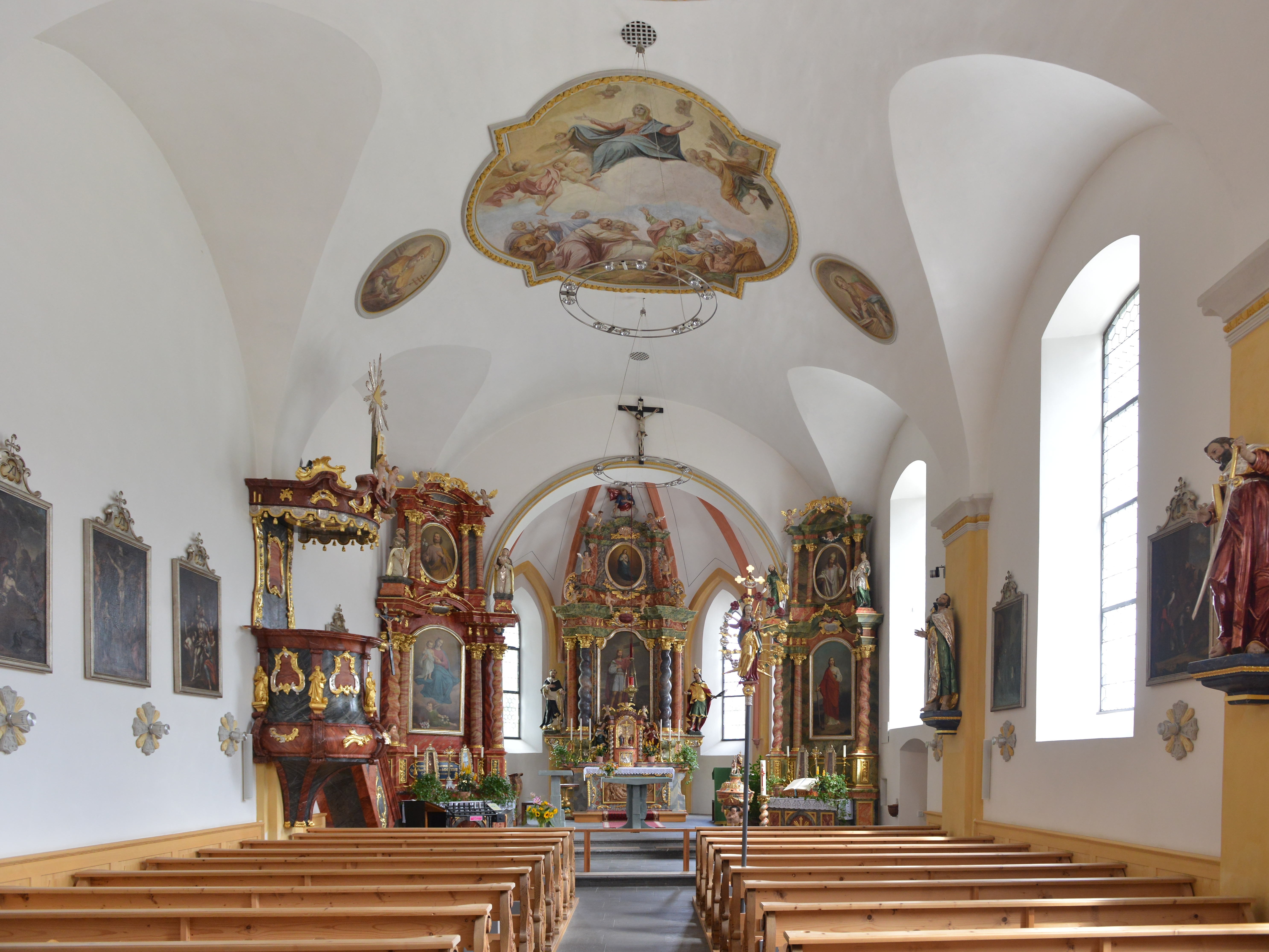
Im Langhaus zum Chor

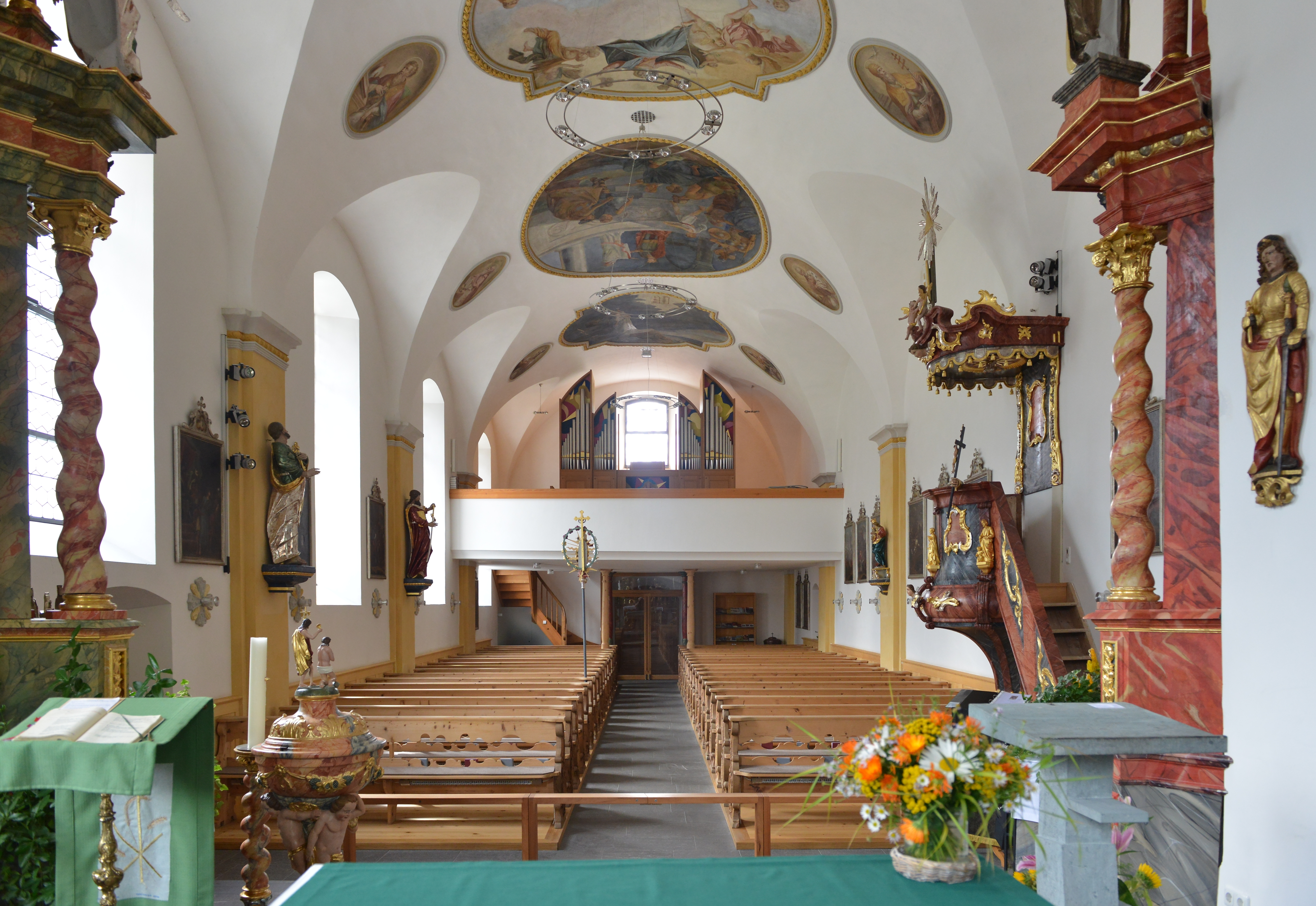
Im Chor zum Langhaus mit Orgelempore

Die römisch-katholische Pfarrkirche Sonntag steht im Nordhang vom Ort Flecken in der Gemeinde Sonntag im Großen Walsertal in Vorarlberg. Die den heiligen Oswald und Dominikus geweihte Pfarrkirche gehört zum Dekanat Walgau-Walsertal in der Diözese Feldkirch. Die Kirche und der Friedhof stehen unter Denkmalschutz.

## Geschichte
Im 14. und 15. Jahrhundert war die Kapelle eine Filiale der Doppelpfarre Bludesch-Thüringen und wurde zum heiligen Sunnentag genannt. 1393 wurde urkundlich ein Exkurrendokaplan und ein Friedhof genannt. 1406 wurde Sonntag Kuratie und bis spätestens 1457 Pfarre. 1806 wurde das durch Lawinen zerstörte Langhaus wieder aufgebaut und verlängert und 1820 geweiht.

## Architektur
Das klassizistische Langhaus mit einem gotischen Chor unter einem gemeinsamen Satteldach und mit einem gotischen Nordturm sind von einem ummauerten Friedhof umgeben.

## Ausstattung
Der Hochaltar aus dem Ende des 17. Jahrhunderts mit einem barocken Viersäulenaufbau mit zwei gedrehten Säulen trägt ein gerades verkröpftes Gebälk und einen Volutenauszug wurde vom Schreiner Schwarzmann gebaut. Das Hochaltarbild hl. Oswald und das Oberbild Immaculata malte Franz Bertle (1868). Der Hochaltar trägt die Seitenfiguren Peter und Paul aus dem Ende des 18. Jahrhunderts, die Putten auf den Voluten und dem Gebälk und Gottvater als Bekrönung im Auszug, wie auch der Tabernakel mit zwei knienden Engeln, sind aus dem Ende des 17. Jahrhunderts. In einer Nische steht eine Kreuzgruppe aus dem 19. Jahrhundert.
Der linke Seitenaltar um 1700, übereck zur Chorbogenwand gestellt, als Viersäulenaufbau mit zwei gedrehten Säulen, im Auszug mit vier geraden Säulen, zeigt das Altarbild Rosenkranzmadonna mit Jesus gemalt von Franz Bertle (1868), das Oberbild zeigt den hl. Josef. Der rechte Seitenaltar mit gleichem Aufbau zeigt als Altarbild hl. Katharina und im Oberbild hl. Martin, beide gemalt von Franz Bertle (1868).
Das Relief Grablegung Christi am wohl modernen Volksaltar aus der Annakapelle in Faschina aus dem Anfang des 17. Jahrhunderts wurde 1936 in die Pfarrkirche Sonntag übertragen.
Figuren, Hll. Oswald und Stefan, sowie gotische Reliefs, schäbisch, entstanden um 1500. Die Figur Maria mit Kind entstand um 1730/1740.
Die Orgel aus 1883 wurde 1964 von Edmund Hohn umgebaut. Die heutige Orgel baute 2009 die Firma Christoph Enzenhofer.